# Waterbergings- en inundatiegebied Blokhoven
Het Waterbergings- en inundatiegebied Blokhoven is een watergebied in de nabijheid van Fort Honswijk op het Eiland van Schalkwijk dat deel uitmaakte van Nieuwe Hollandse Waterlinie. Om de vijand de doorgang te bemoeilijken kon een groot gebied onder water worden gezet. In de Tweede Wereldoorlog is de polder Blokland twee keer echt onder water gezet. De eerste keer gebeurde dat tijdens de meidagen van 1940, toen de Duitsers in opmars waren richting het westen. Aan het eind van de oorlog waren het de Duitsers die de polder onder water zetten om de geallieerden de weg te belemmeren.

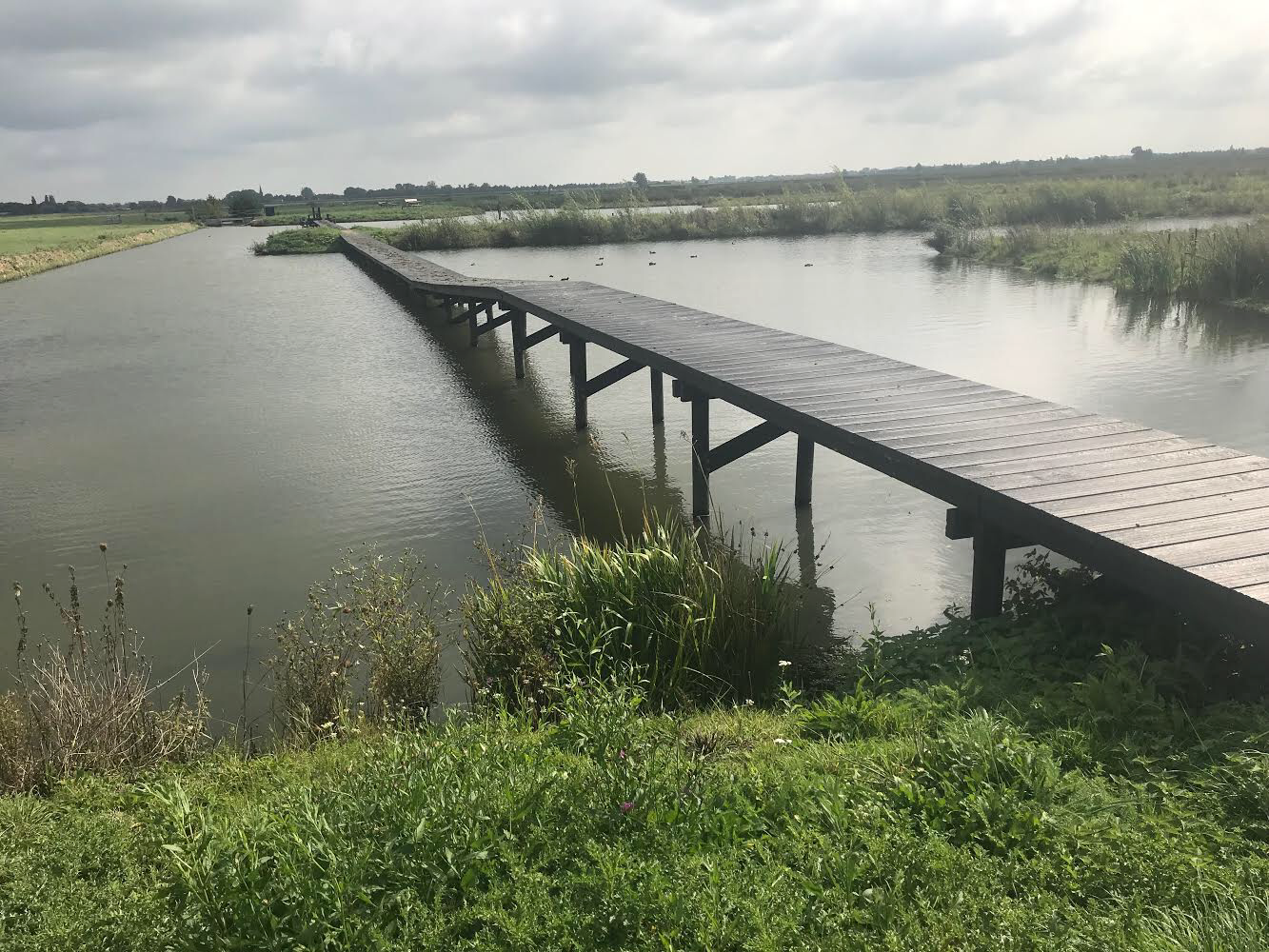
Watergebied Blokhoven, vlonderpad

Thans doet de polder vooral dienst als waterbergingsgebied. De afwatering bij zware regen en plensbuien in Schalkwijk is in het verleden problematisch gebleken. Bij wateroverlast door hevige regenval kan nu in het gebied 23.000 m³ water worden opgevangen. Daarvoor is een gebied van 3,2 hectare beschikbaar. Indien er geen wateroverlast is, wordt het gebied in de zomer enkele malen geïnundeerd om het verschijnsel inundatie zichtbaar te maken.
In de jaren 2016/2017 hebben de gemeente Houten en het hoogheemraadschap De Stichtse Rijnlanden het watergebied Blokhoven opnieuw ingericht. Langs de plas en de watergangen zijn natuurvriendelijke oevers aangelegd. Er is een vispassage gebouwd en het gebied is ingericht voor recreatie. Zo zijn er wandelpaden, bankjes, een trekpontje, een 80 meter lang vlonderpad en kanosteigers. 
In het water is een kunstwerk geplaatst vervaardigd door de Schalkwijkse kunstenaars Willy Kruijssen en Christel van Vliet: Het Geheim van Man en Paard. Het is een metaforische voorstelling van de waterlinie.